# ماريوس زويلر
ماريوس زويلر (بالفرنسية: Marius Zwiller)‏ (25 سبتمبر 1905 – 12 ديسمبر 2000) هو سبّاح فرنسي راحل، مثّل بلاده في الألعاب الأولمبية الصيفية 1924.

## روابط خارجية
ماريوس زويلر على موقع الاتحاد الدولي للسباحة (الإنجليزية)
- ماريوس زويلر على موقع اللجنة الأولمبية الدولية (الإنجليزية)
- ماريوس زويلر على موقع أوليمبيديا (الإنجليزية)